# Spaltfrucht
Eine Spaltfrucht ist eine Unterform der Zerfallfrucht. Sie zerfällt zur Reife durch Spaltung ausschließlich echter Scheidewände in zwei oder mehrere Teilfrüchte (Merikarpien). Zwischen ihnen bleibt manchmal ein stielartiger Fruchthalter (Karpophor) stehen. Im Unterschied dazu zerbricht die Bruchfrucht bei der Reife entlang falscher Scheidewände in mehrere einsamige Teilfruchtglieder.
Bekannte Pflanzenfamilien mit Spaltfrüchten sind in Mitteleuropa die Ahorngewächse, die meisten Malvengewächse, die Storchschnabelgewächse und die Doldenblütler. Bei diesen werden die Spaltfrüchte auch als Doppelachänen (Cremocarp) bezeichnet.
Spezielle Formen der Spaltfrucht sind das Regma (Coccarium), wo die Teilfrüchte jeweils einzeln aufspringen (Castor, Geranium und Hura) und der Carcerulus, wo sich die einzelnen Teilfrüchte nicht öffnen, sondern als ganzes abgelöst werden (Eibisch, Abutilon und Malvengewächse). Die einsamigen Teilfrüchte dieser werden als Cocci (Kokken) bezeichnet. Sowie die mehrfache Flügelnuss (Samara), die sich in ihre einzelnen Flügelnüsse teilt.

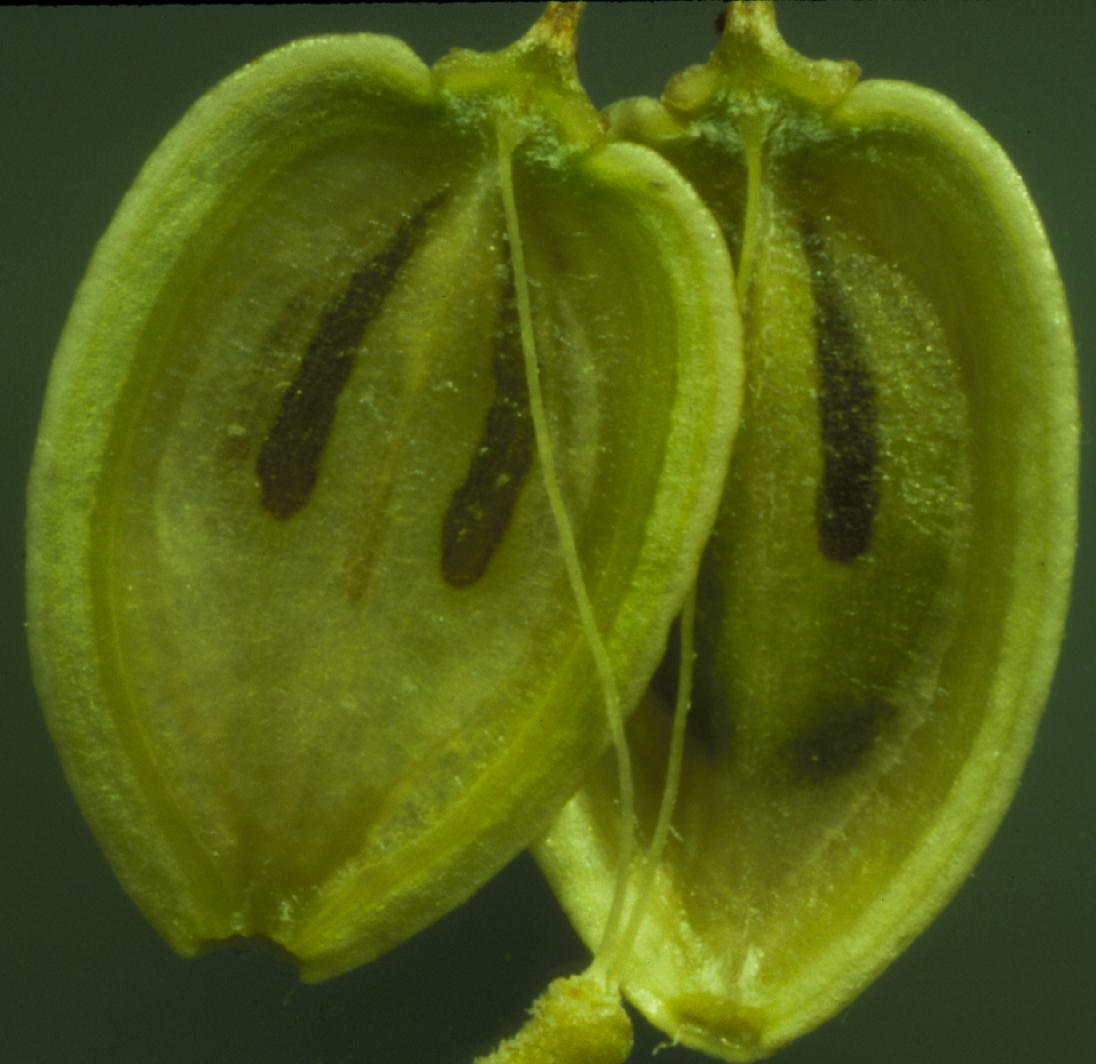
Spaltfrucht, Doppelachäne an einem Karpophor von Heracleum maximum
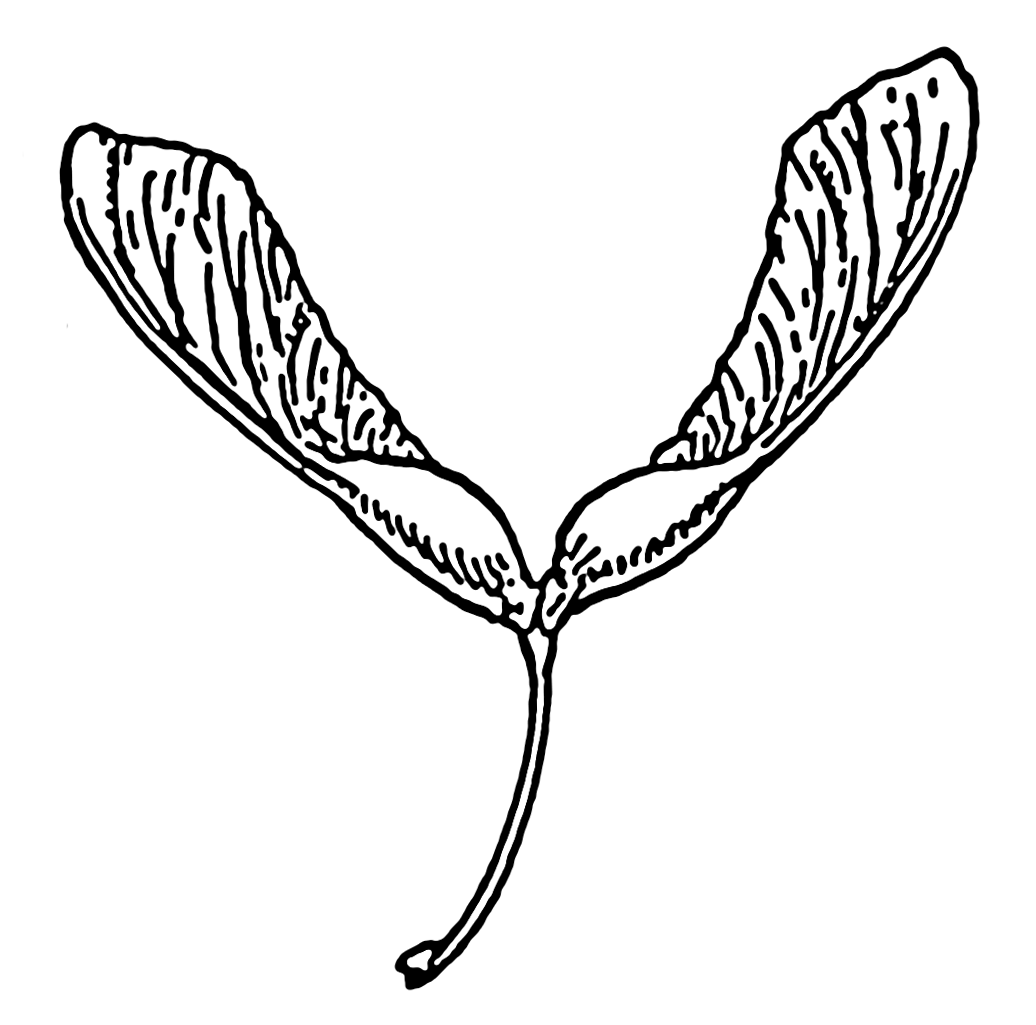
Doppelte Flügelnuss (Samara) vom Ahorn
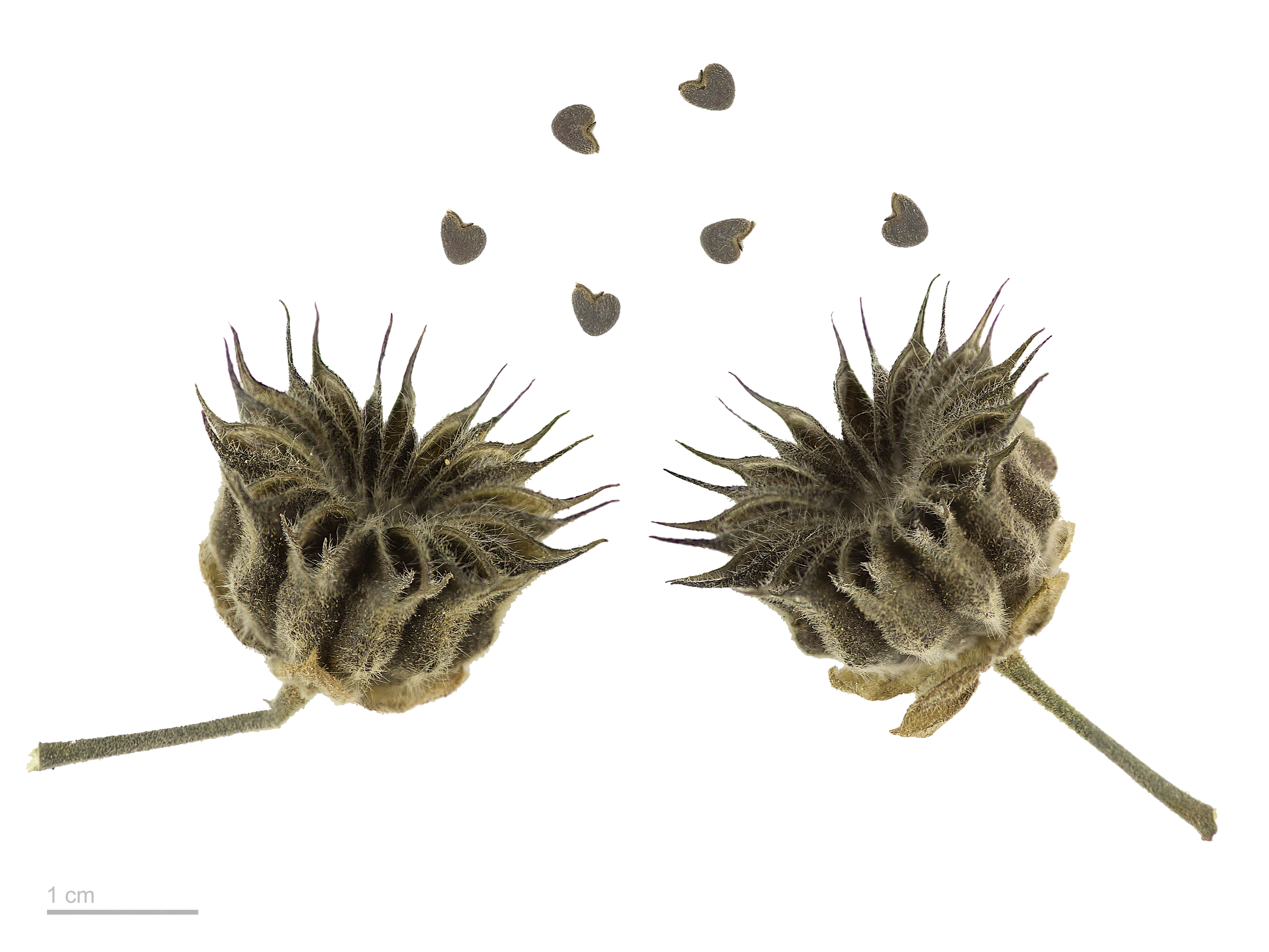
Cacerulus von Abutilon theophrasti
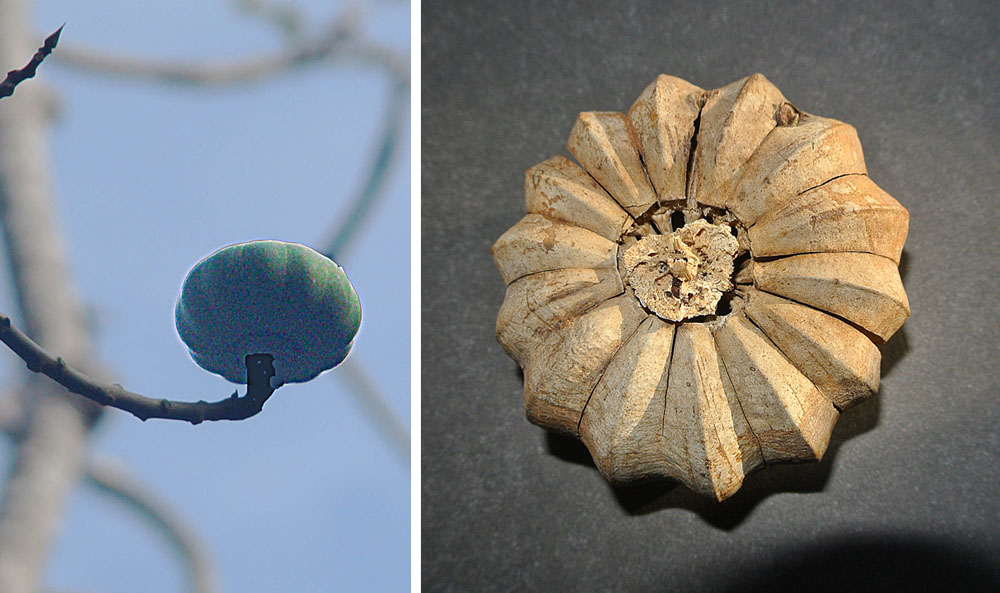
Regma von Hura crepitans, man sieht die einzelnen, noch ungeöffneten Kokken, die später mit einem lauten Knall aufplatzen
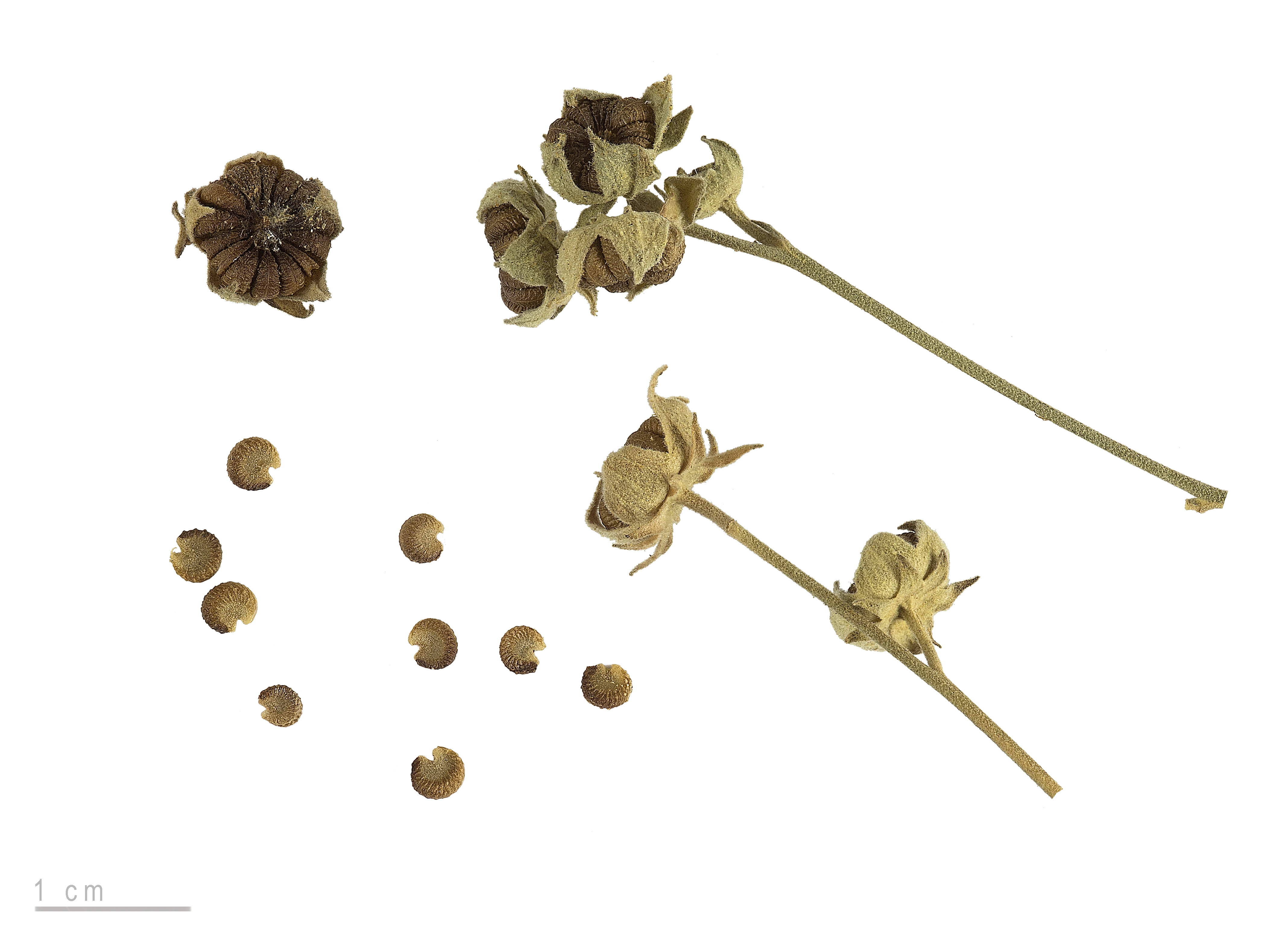
Carcerulus von Althaea cannabina mit den Kokken